# Eleutherobia dofleini
Eleutherobia dofleini is een zachte koraalsoort uit de familie Alcyoniidae. De koraalsoort komt uit het geslacht Eleutherobia. Eleutherobia dofleini werd in 1906 voor het eerst wetenschappelijk beschreven door Kükenthal. 